# Ligne d'Épinal à Bussang
La ligne d'Épinal à Bussang est une ligne ferroviaire française à écartement standard qui desservait la haute vallée de la Moselle. Elle relie les gares d'Épinal et de Remiremont et remontait antérieurement la Moselle quasiment jusqu’à sa source.
Elle constitue la ligne no 060 000 du réseau ferré national. Historiquement, elle constituait la ligne 187 dans l'ancienne numérotation SNCF des lignes de la région Est après avoir été la ligne 17 à l'époque de la Compagnie des chemins de fer de l'Est.

## Historique
La loi du 11 juin 1863 a concédé à la Compagnie des chemins de fer de l'Est une ligne d'Épinal à Remiremont qui avait été déclarée d'utilité publique le 31 août 1860. La loi du 17 juin 1873 a concédé à la même compagnie et a déclaré d'utilité publique le tronçon de Remiremont à Saint-Maurice-sur-Moselle. La loi du 17 juillet 1879 (dite plan Freycinet) portant classement de 181 lignes de chemin de fer dans le réseau des chemins de fer d’intérêt général retient en n° 29, une ligne de « prolongement de la ligne de Remiremont à Saint-Maurice-sur-Moselle jusqu'à Bussang ». La section terminale de Saint-Maurice-sur-Moselle à Bussang a été déclarée d'utilité publique le 24 août 1882. Elle est concédée à titre définitif par l'État à la Compagnie des chemins de fer de l'Est (EST) par une convention signée entre le ministre des Travaux publics et la compagnie le 11 juin 1883. Cette convention est approuvée par une loi le 20 novembre suivant.
La ligne a été ouverte en trois étapes :
- d'Épinal à Remiremont le 10 novembre 1864 ;
- de Remiremont à Saint-Maurice-sur-Moselle le 7 novembre 1879 ;
- de Saint-Maurice-sur-Moselle à Bussang le 18 octobre 1891[8].

Le 28 mars 1920, une loi déclare d'utilité publique la réalisation d'une ligne « de Saint-Maurice à Wesserling » au travers du massif des Vosges, et assurant la jonction avec la ligne de Lutterbach à Kruth. Malgré le lancement de nombreux travaux et leur avancement, cette jonction n'a jamais été achevée.

### Fermeture partielle et dates de déclassement
La fin de l'exploitation de la ligne entre Remiremont et Bussang a eu lieu le 28 mai 1989, les dates de déclassement sont les suivantes :
- le raccordement de Dinozé (PK 0,134 à 3,962), le 17 octobre 1967[10].
- la boucle de Bertraménil (PK 0 à 2,104), le 31 août 1989[11].
- de Remiremont à Bussang (PK 27,0607 à 60,302), le 15 novembre 1993[12].

## Infrastructure
La vitesse de la ligne est limitée à 90 km/h du fait de sa proximité avec la Moselle qui en fait une ligne sinueuse.

### Électrification
La ligne a été électrifiée en 25 kV – 50 Hz entre Épinal et Remiremont le 23 mai 2005, en préalable à la desserte de la ligne par le TGV à partir du 10 juin 2007.

### Raccordements
Deux raccordements stratégiques existaient aux environs d'Épinal : 
- la boucle de Bertraménil (no 059 910) de 2 104 m de longueur permettait d’aller de Lure vers Bussang ;
- le raccordement de Dinozé (no 058 300) de 4 110 m de longueur permettait d’aller de Bussang vers Lure.

Ces deux raccordements, chacun à sens unique, étaient complémentaires et liaient les deux artères à double voie Blainville – Lure et Épinal – Bussang. Ils permettaient aux convois militaires d’éviter le rebroussement en gare d’Épinal et d’emprunter les deux viaducs intrinsèquement vulnérables du Char-d’Argent et de Bertraménil.
Construits entre 1929 et 1931, ces deux raccordements n’ont eu qu'un usage restreint. Le raccordement de Dinozé, vulnérable du fait de la présence du viaduc de la Taverne, a cessé d’être utilisé en 1940, le viaduc ayant été sabordé par l'armée française. Il n'a pas été reconstruit, ses ruines sont encore visibles aujourd’hui. La boucle de Bertraménil, mise de facto à double sens après guerre, a été utilisée par l’armée jusqu’en 1959.

### Le tunnel de Bussang (ou tunnel d'Urbès)
Ce tunnel devait relier le département du Haut-Rhin (68) à celui des Vosges (88). La ligne devait se prolonger depuis Mulhouse, en rejoignant la ligne de Lutterbach à Kruth par un barreau ferroviaire entre Saint-Maurice et Fellering. Le franchissement du col de Bussang était prévu par un tunnel d’une longueur de 8 287 m débouchant à Urbès. Dans les années 1930, 4 060 m ont été percés puis le chantier a été abandonné. La galerie inachevée a été utilisée pendant la guerre, à partir de 1944 par l’armée allemande du IIIe Reich, pour abriter une usine d’armement. Ce tunnel a été aménagé par plus de 1 600 déportés provenant de plusieurs camps de concentration dont Natzweiler-Struthof, Dachau, Auschwitz. 464 Juifs sélectionnés par Daimler-Benz ont travaillé sur des moteurs d’avion de l’aviation allemande. Le tunnel d’Urbès était l’un des 70 camps annexes (komandos) du Struthof.

## Exploitation

### Matériels engagés
Le trafic TGV fait appel à des TGV Réseau et parfois à des TGV POS pour le service du TGV Est.
Les relations TER Grand Est voient l'engagement de Z 27500 (AGC) et de Z 24500 (TER 2N NG), là où officiaient des RRR / RIO tractées par des BB 16500 / BB 25500 et des Z 11500 dans les premiers temps de l'électrification.
Avant l'électrification de la ligne, il existait un train Corail qui reliait Paris Est à Remiremont, celui-ci nécessitait un changement de locomotive à Nancy, généralement, il s'agissait de CC 72000 / CC 72100. Ce train a été remplacé par le TGV après la mise en service de la LGV Est européenne. Des X 4750 pour les relations vers Saint-Dié-des-Vosges ont également été utilisés.

## Compléments
Aujourd'hui, la section Remiremont – Bussang de cette ligne a été transformée en voie verte des Hautes-Vosges par le conseil général des Vosges en 2007 ; la voie verte débute au plan d'eau de Remiremont.
Un service de bus TER Lorraine (ligne 8) a été mis en place en substitution à l'ancienne ligne de chemin de fer.